# Sofia Ribeiro (cantora)
Sofia Ribeiro (Lisboa, 1978) é uma cantora e compositora portuguesa.

## Biografia
É licenciada em canto jazz pela Escola Superior de Música e Artes do Espectáculo do Porto (ESMAE), onde actualmente lecciona, tendo sido aluna de Maria João Monteiro Grancha e Fay Claassen. Tirou um mestrado em canto jazz no Conservatório de Bruxelas, onde estudou com David Linx.
Durante a licenciatura e o mestrado fez intercâmbios com a Escola Superior de Música da Catalunya (Barcelona, 2003/2004), onde estudou com Mireia Lara e obteve a classificação máxima final à disciplina de canto jazz, com distinção; Berklee College of Music (Boston, 2005/2006) onde estudou com Bob Stoloff como aluna bolseira; Conservatoire National Supérieur de Musique et de Danse de Paris (Paris, 2008/2009), onde estudou com uma bolsa de estudos através do programa Erasmus.
Em 2003, durante a sua estadia em Barcelona conheceu o contrabaixista do Luxemburgo Marc Demuth, com quem realizou inúmeros concertos por diversos países, tocando regularmente, desde aí, em Portugal, no Luxemburgo e na Bélgica, entre outros. Gravaram em Outubro de 2005 o seu primeiro CD “Dança da Solidão”, um duo de voz e contrabaixo, ao vivo no L’inoui (Luxemburgo). Em Janeiro de 2008 Sofia lançou o seu segundo CD “Orik, com o projecto “Marc Demuth 4tet featuring Sofia Ribeiro”, acompanhada por Marc Demuth no contrabaixo, Pascal Schumacher no vibrafone, Joachim Badenhorst no clarinete e Yves Peeters na bateria.
Sofia ganhou vários prémios, entre eles o segundo lugar da competição internacional “Young Jazz Singers” (Bruxelas, Outubro de 2005), com um júri presidido por David Linx, e o primeiro prémio da competição international de jazz "Voicingers 2008” em Zory, Polónia, com um júri presidido pela cantora legendária Karin Krog. No final da sua estadia na Berklee College of Music foi-lhe oferecido o prémio “Oliver Wagmann Memorial Scholarship", prémio destinado a um(a) cantor(a) extraordinário(a) que demonstrou excelência académica na faculdade. 
Em Março de 2008 foi seleccionada para participar no conceituado “Betty Carter Jazz Ahead”, no Kennedy Center (Washington, DC), programa internacional que reconhece jovens artistas de jazz de alto nível, vindos de todo o mundo, ambos intérpretes e compositores.
Em Agosto de 2010 venceu a 22ª edição da competição internacional «Crest Jazz Vocal» em Crest, França .
Cantou em diversos festivais, entre eles, Lagos Jazz (Portugal), Brussels Jazz Marathon (Bélgica), '
'FIMU (França), Jazzfest Euricore Trier 2004 (Alemanha), Jazz ‘In Tondela (Portugal), Jazz-Rallye Luxembourg City (Luxemburgo), Francophonie New York (E.U.A.), Jazz ao Chellah (Marrocos), Douro Jazz (Portugal), Silesian Jazz Festival (Polónia), April Jazz (Finlândia).
Em 2012 lançou o cd "Ar" financiado por crowdfunding pelo site Pledge Music, que envolveu 200 donativos de cidadãos de 20 países. A angariação de fundos visou contribuir em parte para o "ProjecArte", um projecto de educação pela arte que serve vários bairros sociais do Porto .
Ainda no ano de 2012 foi editado o disco "Mil e Uma Cores" com músicas das várias histórias infantis de Manuela Mota Ribeiro . 
“Mar sonoro” é uma nova colaboração com o pianista e compositor colombiano Juan Andrés Ospina. O disco inclui 8 temas originais cantados em português e duas versões de fados da Amália Rodrigues, assim como adaptações de poemas de autores portugueses, como Sophia de Mello Breyner e Fernando Pessoa.
Em 2017 andou em digressão pela Europa com o disco "Mar Sonoro". .

### Obra discográfica
- "Dança da Solidão" - Sofia Ribeiro e Marc Demuth (2005)
- "Orik" - Marc Demuth Quartet featuring Sofia Ribeiro (2008)
- "Porto" - Sofia Ribeiro e Gui Duvignau (2010)[13][14][15]
- "Ar" - Sofia Ribeiro e Juan Andrés Ospina(2012)[16]
- "Mil e uma cores" - Sofia Ribeiro(2012)[17]
- "Mar Sonoro" - Sofia Ribeiro e Juan Andrés Ospina (2017)